# Storbritannien i olympiska vinterspelen 2010
Storbritannien deltog i de olympiska vinterspelen 2010. Storbritanniens trupp bestod av 50 idrottare som tävlade i 8 sporter.

## Medaljer

### Guld
- Skeleton
  - Skeleton damer: Amy Williams